# مقاطعة سرف أباد
مقاطعة سرف أباد (بالکردیة:سەوڵاوا/Sewllawa)(بالفارسية: شهرستان سروآباد) هي إحدى مقاطعات محافظة كردستان في إيران. كان عدد سكان المقاطعة سنة 2006 حوالي 53,992 نسمة.